# Джон Гонт
Джон Гонт, първи херцог на Ланкастър (на английски: John of Gaunt, 1st Duke of Lancaster), кавалер на ордена на жартиерата (6 март 1340 – 3 февруари 1399) е член на династията на Плантагенетите и трети син на английския крал Едуард III и Филипа дьо Ено. Наречен Джон Гонт, тъй като е роден в Гент, графство Фландрия, дн. Белгия (на английски: Gaunt се е произнасяло „Гонт“). В късната част на живота му, плъзват слухове, че е син на гентски месар; слуховете по всяка вероятност са повлияни от непопулярността му и от факта, че баща му Едуард ІІІ е отсъствал по време на раждането на сина си. 
Като по-малък брат на Едуард (Черния принц), принц на Уелс, Джон упражнява силно влияние в английския двор при управлението на малолетния си племенник Ричард II и в по-късните дворцови борби, но никога не е бил противник на краля.

## Наследници
Законни потомци на Джон Гонт са английските крале Хенри IV, Хенри V и Хенри VI. От първия му брак, с Бланш Ланкастърска, са дъщерите му Филипа, съпруга на краля на Португалия Жуау I, и Елизабет, херцогиня на Ексетър. От втората си съпруга Констанца Кастилска има дъщеря Катрин, съпруга на краля на Кастилия и Леон Енрике III. Джон Гонт има и пет извънбрачни деца – едно в по-младите си години от придворна дама на майка си, и четири – три момчета и момиче – от дългогодишната си наложница Катрин Суинфорд, която впоследствие става и третата му съпруга. Децата от Суинфорд са известни като династията Бофор, по името на френския замък, в който се ражда първото дете. След сватбата на Гонт и Суинфорд през 1396 г. децата са признати за законни с кралски и папски укази; по-късно и доста спорно Хенри ІV (техен полубрат; син на Гонт от Бланш) изрично ги лишава от право върху короната с добавката на латински: excepta regali dignitate (на български: с изключение на кралска титла). Сред Бофорските наследници са: Хенри Бофор, епископ на Уинчестер и по-късно кардинал, Джоан Бофор, графиня на Уестморланд, баба на кралете Едуард IV и Ричард III, Джон Бофор, първи граф на Съмърсет, прадядо на Хенри VII, и Джоан Бофор, кралица на Шотландия, от която произлизат всички крале на кралство Шотландия след 1437 г., на кралство Англия след 1603 г., впоследствие на Великобритания и Ирландия, и на Обединеното кралство, до наши дни. Трите поредни династии, управлявали Англия от 1399 г. – Ланкастър, Йорк и Тюдори, са съответно наследници на Гонт от децата му Хенри Болингбрук, Джоан Бофор и Джон Бофор.
Когато Гонт умира през 1399 г., именията му са иззети от крал Ричард ІІ, който година по-рано е заточил в изгнание наследника на Гонт Хенри Болингбрук. Болингбрук обаче се връща, сваля Ричард ІІ от престола и става крал под името Хенри IV (1399 – 1413).